# Абдукадыров, Абдуганы Каратаевич
Абдуганы Каратаевич Абдукадыров — советский хозяйственный, государственный и политический деятель.

## Биография
Родился в 1950 году в Кызыл-Кие. Член КПСС.
Окончил Кызыл-Кийский горный техникум.
В 1970—1980 — рабочий очистного забоя, в 1980—1981 — звеньевой очистного забоя, в 1981—1990 — бригадир очистного забоя шахты им. Ленинского комсомола в городе Кызыл-Кия Киргизской ССР.
В 1991—1993 — заместитель начальника, начальник шахтоуправления «Кызыл-Кийское».
Депутат Верховного Совета СССР 11-го созыва. Делегат XXVII съезда КПСС.
Живёт в Кызыл-Кие, председатель городского Совета ветеранов войны и труда.

## Награды
- Орден Дружбы народов (02.03.1981)